# 6-simpleks
| uniformni polipeton (6-simpleks)                  | uniformni polipeton (6-simpleks) |
| ------------------------------------------------- | -------------------------------- |
| Ortogonalna projekcija v Petriejevem mnogokotniku |                                  |
| vrsta                                             | pravilni 6-politop               |
| družina                                           | simpleks                         |
| Schläflijev simbol                                | {35}                             |
| Coxeter-Dinkinov diagram                          |                                  |
| tetraedrske celice                                | 35                               |
| Eulerjeva karakteristika                          | {\displaystyle \chi =0\,\!}      |
| stranske ploskve                                  | 35 trikotniki                    |
| robovi                                            | 21                               |
| oglišča                                           | 7                                |
| slika oglišč                                      | 5-simpleks                       |
| Coxeterjeva grupa                                 | A6 [35]                          |
| dualnost                                          | sebidualni                       |
| značilnosti                                       | konveksni, izogonalni            |

6-simpleks je v geometriji sebidualni pravilni 6-politop. Ima 7 oglišč, 21 robov, 35 trikotnih stranskih ploskev, 35 tertraederskih celic, 21 5-celic s 4 stranskimi ploskvami in 7 5-simpleksov s 5 stranskimi ploskvami.  Njegov diedrski kot je cos−1(1/6) ali približno 80,41°.
Imenujejo ga tudi heptapeton ali hepta-6-top.

## Koordinate
V kartezičnem koordinatnem sistemu so za pravilni heptateon, ki se nahaja v izhodišču in ima rob dolg 2, enake 
{\displaystyle \left({\sqrt {1/21}},\ {\sqrt {1/15}},\ {\sqrt {1/10}},\ {\sqrt {1/6}},\ {\sqrt {1/3}},\ \pm 1\right)}
{\displaystyle \left({\sqrt {1/21}},\ {\sqrt {1/15}},\ {\sqrt {1/10}},\ {\sqrt {1/6}},\ -2{\sqrt {1/3}},\ 0\right)}
{\displaystyle \left({\sqrt {1/21}},\ {\sqrt {1/15}},\ {\sqrt {1/10}},\ -{\sqrt {3/2}},\ 0,\ 0\right)}
{\displaystyle \left({\sqrt {1/21}},\ {\sqrt {1/15}},\ -2{\sqrt {2/5}},\ 0,\ 0,\ 0\right)}
{\displaystyle \left({\sqrt {1/21}},\ -{\sqrt {5/3}},\ 0,\ 0,\ 0,\ 0\right)}
{\displaystyle \left(-{\sqrt {12/7}},\ 0,\ 0,\ 0,\ 0,\ 0\right)}

## Slike
| Ak Coxeterjeva ravnina | A6  | A5  | A4  |
| ---------------------- | --- | --- | --- |
| slika                  |     |     |     |
| diedrska simetrija     | [7] | [6] | [5] |
| Ak Coxeterjeva ravnina | A3  | A2  |     |
| slika                  |     |     |     |
| diedrska simetrija     | [4] | [3] |     |

## Sorodni uniformni 6-politopi
Pravilni 6-simpleks je eden izmed 35 uniformnih 6-politopov, ki so osnovani na Coxeterjevi grupi [3, 3, 3, 3, 3]. V naslednji preglednici so prikazani   v A6 pravokotni projekciji Coxeterjevo ravnino.
| t0       | t1       | t2       | t0,1     | t0,2       | t1,2       | t0,3       | t1,3         | t2,3     |
| t0,4     | t1,4     | t0,5     | t0,1,2   | t0,1,3     | t0,2,3     | t1,2,3     | t0,1,4       | t0,2,4   |
| t1,2,4   | t0,3,4   | t0,1,5   | t0,2,5   | t0,1,2,3   | t0,1,2,4   | t0,1,3,4   | t0,2,3,4     | t1,2,3,4 |
| t0,1,2,5 | t0,1,3,5 | t0,2,3,5 | t0,1,4,5 | t0,1,2,3,4 | t0,1,2,3,5 | t0,1,2,4,5 | t0,1,2,3,4,5 |          |